# Венда, Тадеуш Апполинарий
Тадеуш Апполинарий Ве́нда (пол. Tadeusz Apolinary Wenda; 23 июля 1863, Варшава — 8 сентября 1948, д. Коморув (ныне гмины Кампинос, Западно-Варшавский повят, Мазовецкое воеводство, Польша)) — польский инженер-проектировщик и строитель морских портов и железнодорожных линий.

## Биография
Учился на физико-математическом факультете Варшавской главной школы, затем в 1890 году окончил Институт Корпуса инженеров водяных и сухопутных сообщений в Санкт-Петербурге (ныне Санкт-Петербургский государственный университет водных коммуникаций). Работал на строительстве железных дорог в России и Царстве Польском.
В годы первой мировой войны руководил строительством порта Виндава и перестройкой порта Ревель (ныне Таллин).
После обретения независимости с 1918 жил в Польше. Работал в Министерстве общественных работ.
В 1920 на основании Версальского договора Польша получила кусок балтийского побережья не имеющего порта. В мае того же года тогдашний директор Морского департамента Министерства военных дел вице-адмирал Казимеж Порембский командировал на Поморье инженера Тадеуша Венда, чтобы он подыскал наиболее удобное место под строительство военного порта. Уже в июне 1920 года Тадеуш Венда предоставил ему отчет о результатах проведенного осмотра, в котором он писал:

«… наиболее удобным местом для строительства военного порта (а при необходимости, и торгового) является Гдыня, а собственно говоря, низина, расположенная между Гдыней и Оксывой на расстоянии 16 км от Нового порта в Гданьске. Эта местность обладает следующими достоинствами :
1. Полуостров Хель защищает её даже от такого ветра, от которого не свободен Гданьск.
1. Глубокая вода находится поблизости от берега, а именно — линия 6 метровой глубины расположена в 400 м от берега моря, a
2. Линия 10 метровой глубины — на расстоянии 1300—1500 м от берега.
3. Берег низкий, поднимается до высоты 1-3 м над уровнем моря.
4. Имеется обилие пресной воды в виде ручейка „Хилония“.
5. Поблизости находится железнодорожная станция Гдыня (2 км).
6. Имеется хороший грунт на рейде …»

Летом 1920 г. Т. Венда был назначен руководителем строительства порта в Гдыне. По его проекту в 1920—1932 был сооружены торговый, военный и рыбацкий порты в Гдыне.
Позже Т. Венда работал начальником отдела строительно-технического управления Морского департамента и председателем Технического общества в Гдыне.
Автор ряда работ в области истории и технологии портового строительства.
В 1937 г. в возрасте 74 лет вышел на пенсию. Награждён Командорским Крестом ордена Возрождения Польши. Умер в 1948 г. в Коморуве под Варшавой. Похоронен в польской столице.

## Память
- Именем Тадеуша Венда назван первый построенный в порту Гдыня мол и улица в этом городе.